# Rif
Il Rif (in berbero: Arrif; in arabo الريف‎?, al-Rīf) è una regione caratterizzata da zone montuose e boschive del nord del Marocco, che va dal Capo Spartel e Tangeri a ovest fino al confine con l'Algeria a est, e dal Mar Mediterraneo a nord fino al fiume Ouargha a sud. In senso stretto con Rif ci si riferisce anche alla sola catena montuosa che si trova in questa regione.
Dal punto di vista amministrativo la regione del Rif comprende nove province marocchine: al Hoceïma, Nador, Chefchaouen, Driouch, Berkane e Taza. Le località più importanti sono Chefchaouen, Taounate, Targuist, Al Hoceïma (l'ex Villa Sanjurjo), Driouch, Melilla, Nador e Ras El Ma. Questa zona geografica del Nordafrica comprende anche le città spagnole autonome di Ceuta e Melilla.
Regione tradizionalmente isolata e sottosviluppata, i suoi abitanti sono di lingua berbera: la maggior parte di essi parla il cosiddetto «tamazight del Rif» o tarifit, ma sono molti anche quelli che parlano arabo dialettale, francese e spagnolo, che costituiscono le principali lingue straniere.

## Geografia fisica

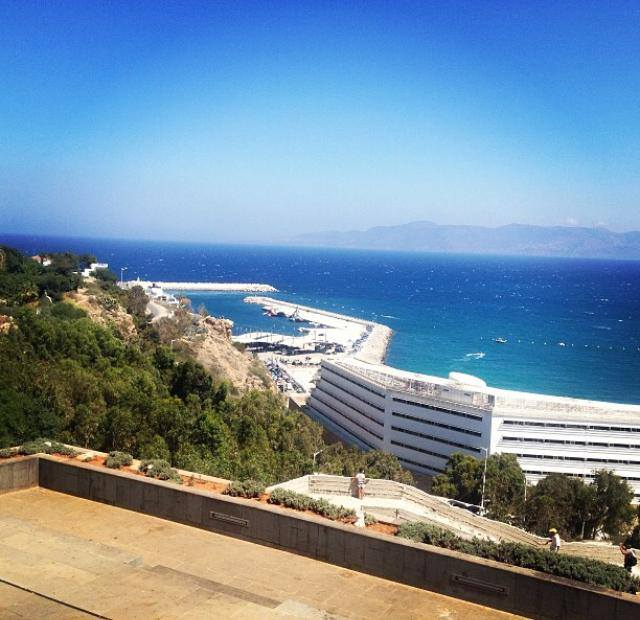
La città di al Hoceïma, capitale del Rif nel 1921-1926

Il Rif è una catena montuosa che fa parte geologicamente dell'Arco di Gibilterra (insieme alla Cordigliera Betica), formatosi nel corso dell'orogenesi terziaria. Lungo la costa del Mediterraneo, tra Saïdia e Tétouan, le montagne del Rif presentano pendici scoscese che spesso terminano direttamente sul mare con ripide scogliere, che contrastano fortemente con le dolci colline dei dintorni di Tangeri. Esse si spingono da Jebha, sulla costa mediterranea, a Targuist nell'interno, fino alla frontiera algerina; in senso più ampio, tuttavia, il Rif comprende tutte le zone montuose che si estendono ad arco da Tangeri fino alla valle del Moulouya, passando per Ceuta.
Questa catena montuosa non è molto elevata e nei punti più alti supera di poco i 2000 m. Le cime più elevate sono il Tidirhine (2452 m) nella regione di Issaguen, l'Akra (2160 m), sopra Bab Taza, il Tisuka (2122 m) e lo Sfiha Telj (2038 m), che sovrasta Chefchaouen, e il Kelti (1926 m), vicino a Souk el Arbaa.
Ad est, le cime calcaree sono ammantate di alberi e nella sezione centrale del Rif i lecci lasciano il posto ad alti boschi di cedri, dove vive, oltre ad altre specie, la famosa bertuccia; nella regione di Issaguen vi sono anche piantagioni di canapa indiana. Qui svetta il Tidirhine, una montagna dalla cima solitamente ricoperta di neve. Da qui in poi le montagne si fanno più rosse e il terreno nei dintorni di al Hoceïma appare brullo e arido. Da qui a Oujda (situata a sud di una fertile pianura costiera, al confine con l'Algeria) il terreno è ricoperto dai letti di fiumi asciutti, i cosiddetti ighezran (in italiano, «fiumi»).
Le spiagge della costa del Rif, ai piedi delle montagne, sono tra le migliori del Marocco: costituiscono una nota attrazione turistica e qui si trovano alcuni dei migliori ristoranti di pesce del Marocco.

### Geologia

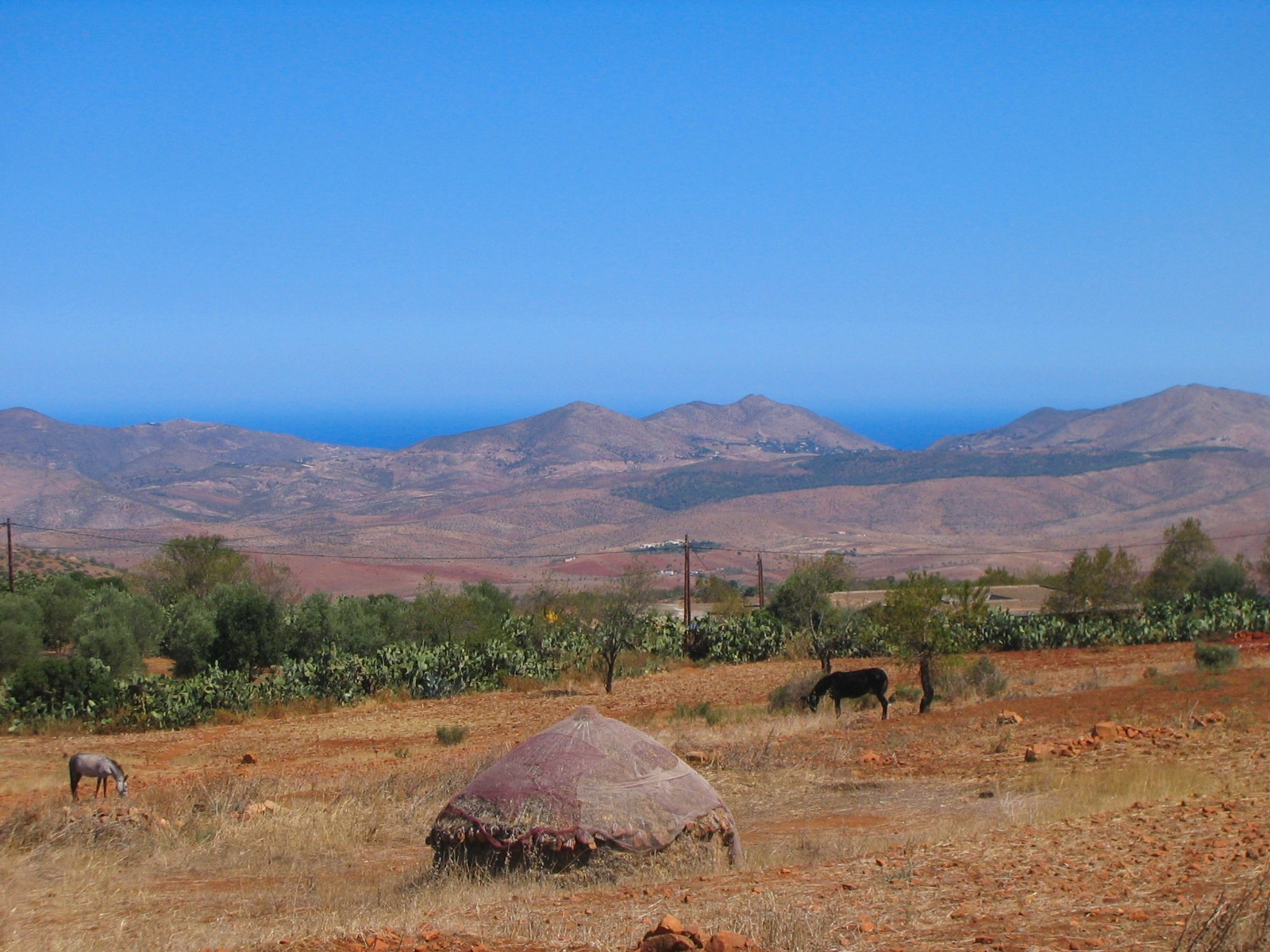
Le montagne del Rif vicino al Hoceïma

La formazione del Rif, così come di quella delle attuali catene montuose che circondano il Mediterraneo, si deve all'orogenesi alpina (seconda metà dell'era terziaria), originata dallo spostamento dell'Africa verso nord e dal suo conseguente scontro con l'Europa. Il Rif è, pertanto, per età e aspetto, una catena alpina vera e propria, con un basamento antico su cui poggiano serie sedimentarie dell'era secondaria e terziaria fortemente deformate da pieghe e unità di sovrascorrimento, con quelle settentrionali che si sovrappongono a quelle meridionali. Questa compressione dette origine a un metamorfismo di grado maggiore o minore, particolarmente intenso nella zona costiera.

#### Il Rif interno
Si estende da Ceuta a Jebha e poi si sviluppa nei pressi di Nador, a Capo Tres Forcas e fino al massiccio Beni Bucraa, comprendendo al suo interno Tetuan e Chauen. Composto da unità tettoniche che si spingono tra di loro in direzione sud-ovest l'una sull'altra, i blocchi più antichi sono quelli delle cosiddette Sébtidas, ovvero rocce plutoniche e metamorfiche di alto grado (gneiss di Cabo Negro). Di epoca più recente risultano alcuni esempi del Paleozoico quali quarziti, scisti e ardesie.
Nell'entroterra ha sede la cresta calcarea, a sua volta composta da tre gruppi separati:
- L'Hauz, che parte dal monte Hacho e raggiunge il monte Dersa a Tetouan.
- La zona centrale, che inizia di fronte a Tetouan, procede sui monti Gorgues e Bu Zaitun e termina a Bab Taza-Asifan.
- Los Bocoya, vicino ad Al Hoceima.

La dorsale calcarea è composta da materiali dell'era secondaria, ovvero un arco temporale che comprende il Triassico, il Giurassico medio e il Cretaceo inferiore. Alla sua base ci sono dolomiti grigie e, sulle cime, calcari chiari, a volte mescolati con calcari detritici verde-violacei. Nel punto più esterno, la geomorfologia locale si confonde con quella del medio Rif.

#### Medio Rif
Più a sud delle unità precedenti hanno sede gli strati di flysch, dispiegati lungo un asse nord-sud. Si tratta di depositi di età secondaria e terziaria presenti in zone più o meno distanti dalle pendici continentali e, malgrado in tutti questi depositi si annoveri un'alternanza di arenarie, argille e a volte calcari, ogni gruppo ha una storia geologica a sé. In molti casi, si tratta di strati alloctoni non collegati tra loro.
La cresta è sovrapposta a ovest dallo strato di Beni Ider e a est da quello di Tisiren, a loro volta intrecciati con gli strati di Tangier e Ketama.

#### Rif esterno
Comprende le colline di Uazan e intorno a Meknes, formate da marne depositate nel Miocene superiore. Nella zona più orientale, durante il Miocene superiore si verificò un'intensa attività vulcanica visibile a Capo Quilates, Capo Tres Forcas, El Gurugú e Beni Bu Ifrur.
Il recente sollevamento costiero è evidenziato dall'esistenza di spiagge e secche costiere al di sopra dell'attuale livello del mare, dalla ripida pendenza dei torrenti che sfociano in mare e dalla predominanza delle scogliere.
Ci sono tipici paesaggi carsici formatisi su strati calcarei altamente deformati, a volte quasi verticali. La rete fluviale stabilitasi nel Villafranchiano superiore ha scavato profondi canyon e valli, con cascate, archi naturali nella roccia e formazioni tufacee. Grotte, sorgenti, doline e lapidi solcate sono frequenti. I pendii ripidi, spesso oltre i 1000 m, l'assenza di strade e sentieri rende la regione difficile da attraversare e in molti casi accessibile solo tramite sentieri.

## Ambiente naturale

### Flora

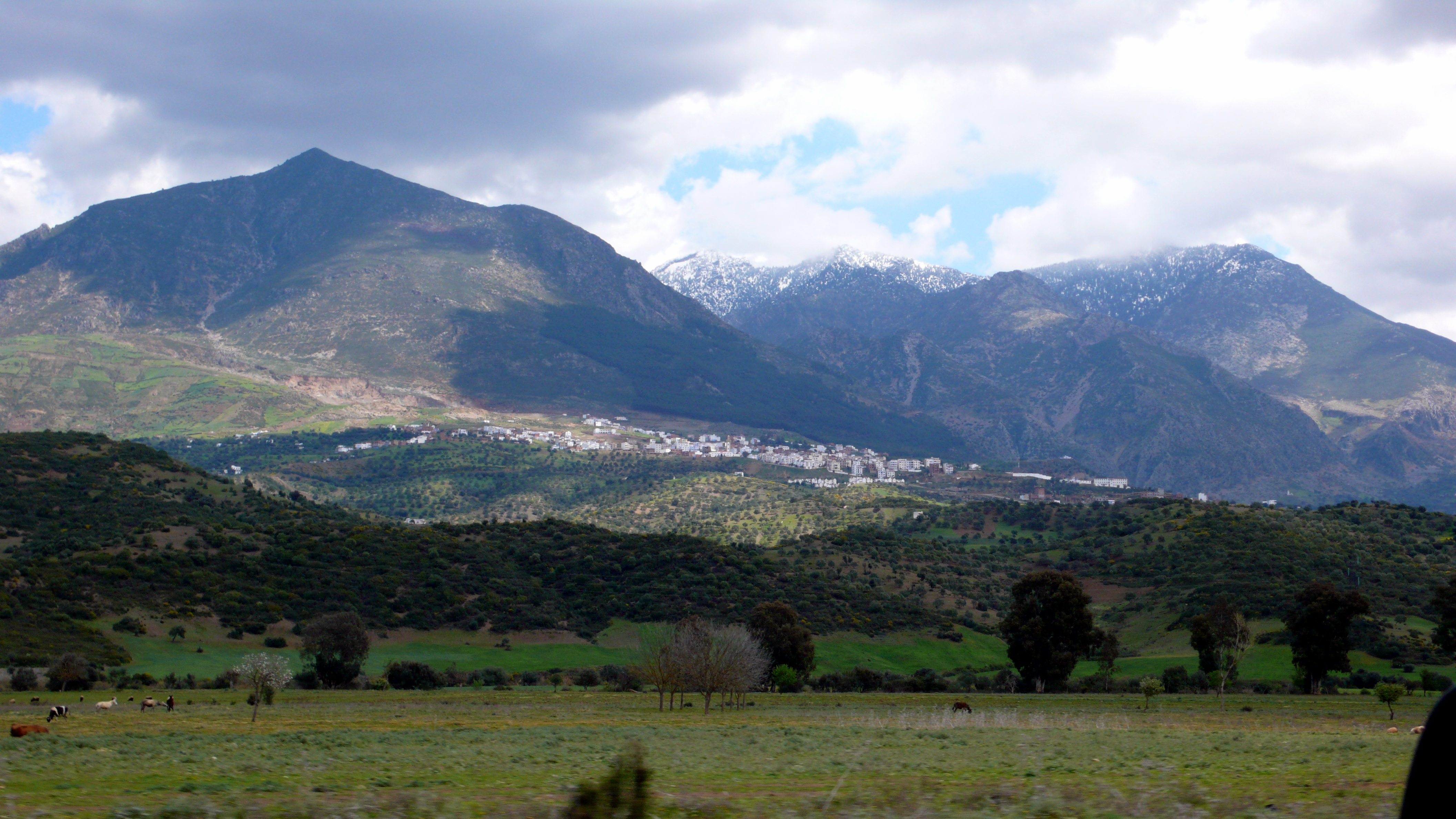
Veduta di Chefchaouen

L'elevata piovosità (oltre i 1000 mm annui) e le nevi sulle vette, che durano fino al mese di maggio, consentono lo sviluppo dei boschi tipici delle latitudini più umide.
La vegetazione è tipicamente mediterranea e inizia nelle zone più basse con boschi di ginepro articolato e olivastro, il più delle volte fortemente degradati, nonostante sopravvivano esemplari centenari in piccoli boschetti adiacenti ai santuari e ai cimiteri. Tra questi si sviluppa un sottobosco di lentisco, mirto e corbezzolo, ed è frequente incontrare esemplari di carrubo di grandi dimensioni. Man mano che si sale di quota, fanno la loro comparsa i boschi più umidi di querce, sughere, abeti e cedri.
Negli alvei dei fiumi e nelle gole si sviluppano boschi di oleandri e frassini e nei luoghi più elevati compare la laurisilva, con alcuni ontani centenari.

#### Boschi di abeti e cedri
L'abete del Marocco (Abies pinsapo subsp. marocana) forma boschi relativamente ben conservati, situati sulle cime delle montagne calcaree del Rif occidentale (monti Tisuka, Meggu, Lakrâa, Tazaot, Tisirene, ecc.) tra 1500 e 2000 m.
Quasi sempre i boschi di abeti non sono puri, ma in essi crescono anche cedri, pini marittimi (Pinus pinaster subsp. escarena), pini neri (Pinus nigra subsp. salzmannii), lecci (Quercus ilex), querce (Quercus faginea), aceri (Acer granatense), tassi (Taxus baccata), agrifogli (Ilex aquifolium) e biancospini (Crataegus sp.), che nell'Hauz arrivano a formare boschetti con esemplari di dimensioni arboree.
Gli abeti sono protetti; la maggior parte di loro si trova all'interno del parco nazionale di Talasamtan, ma due minacce incombono su di loro: gli incendi appiccati dai contadini per ricavare nuovi terreni agricoli e i cambiamenti climatici globali che stanno facendo aumentare la temperatura della Terra.
Il cedro dell'Atlante (Cedrus atlantica) è un albero forestale che forma foreste rigogliose nel Rif occidentale e centrale (15.000 ha). Si incontra tra 1200 e 2400 m e di solito delimita il limite superiore degli alberi sulle alte montagne del Nordafrica.

#### Le leccete
In questa regione il leccio (Quercus ilex) forma boschi che occupano pendii più caldi rispetto a quelli dove crescono gli abeti. Si incontra inoltre misto ad altre formazioni boscose come boschi di cedri, pini e querce da sughero. Cresce in tutti i tipi di terreni, dal livello del mare fino a 2400 m, tollerando sbalzi di temperatura fino a 40 °C.

#### Le quercete
Le quercete sono costituite dalla quercia lusitana (Quercus faginea) e soprattutto dalla quercia dell'Algeria (Quercus canariensis). Crescono su qualsiasi tipo di substrato, anche se generalmente prediligono i terreni calcarei sopra i 1000 m, e la seconda predilige i terreni silicei dal livello del mare fino a 1800 m. Entrambe le specie richiedono molto umidità, quindi le migliori foreste si sviluppano in aree dove la piovosità media annua è superiore a 1000 mm.
Le foreste di querce dell'Algeria sono ben sviluppate nel Rif centro-occidentale, dove si mischiano spesso alle querce da sughero.
Le foreste di querce lusitane si trovano principalmente sulle montagne calcaree del Rif occidentale e su quelle scistose del Rif centrale, come la regione del Tidirhine.

#### Le sugherete
La quercia da sughero (Quercus suber) è un albero tipicamente mediterraneo che forma grandi foreste su suoli silicei, sciolti, ben areati e relativamente umidi. Anche se generalmente si incontra dal livello del mare fino a 1500 m, necessita di abbondanti precipitazioni; se queste non sono abbastanza sufficienti, deve esserci molta umidità nel terreno e nell'ambiente. Non sopporta bene le gelate.

#### Boschi di ginepro articolato
Questi boschi, esclusivi del Nordafrica (ad eccezione di due popolazioni disperse, una a Malta e l'altra nella Sierra de Cartagena-La Unión nella penisola iberica), costituiscono probabilmente le formazioni forestali esistenti più antiche di questa zona, in quanto risalgono al Cenozoico.
Il ginepro articolato (Tetraclinis articulata) copre in Marocco una superficie di circa 750.000 ettari. Cresce in qualsiasi tipo di terreno, anche se predilige i suoli calcarei, dal livello del mare a 1200 m. Può vivere in suoli molto poveri e in ambienti semiaridi, ma non sopporta le gelate o l'eccessiva continentalità. La maggior parte degli attuali boschi della zona sono altamente degradati e radi, con alberi di piccole dimensioni.
Il legno del ginepro è di qualità molto buona, aromatico, imputrescibile, si screpola poco e risulta facile da lavorare. Quando la parte aerea della pianta viene abbattuta, si forma un vitigno sotterraneo che germoglia di nuovo. Questo vitigno, chiamato lubia, può raggiungere fino a un metro di diametro e dà un legno dai bellissimi motivi multicolori. Attualmente viene utilizzato per realizzare piccoli oggetti nella regione di Essaouira ed è commercializzato con il nome di «legno di tuia».

### Fauna
Le montagne del Rif ospitano una sottospecie unica di ape mellifera chiamata Apis mellifera major, utilizzata in apicoltura. Tra le specie endemiche di anfibi spicca il Pelophylax saharicus: in generale, i rettili sono simili a quelli europei, con una sola specie endemica di particolare rilevanza, Timon pater, simile alla lucertola ocellata; particolarmente abbondanti sono la testuggine greca (Testudo graeca) e le testuggini palustri.
Ma i protagonisti indiscussi della fauna della regione sono il cinghiale e la bertuccia (Macaca sylvanus), il primo per la sua abbondanza, rilevabile dalle tracce che lascia, e la seconda per il fatto di essere l'unico primate del Nordafrica. Le bertucce, decimate dall'uomo, si sono rifugiate in zone isolate di difficile accesso ed è possibile vederle facilmente solo lungo la strada per Akchour. Lo sciacallo, la volpe, il tasso, la genetta, il gatto selvatico africano (Felis libyca), l'istrice, il riccio algerino (Atelerix algirus), la donnola e la lontra completano l'elenco dei mammiferi.
L'avifauna è varia, abbondante e facile da vedere; molte specie, come il picchio rosso maggiore, la cinciallegra, il fringuello, la pernice, la ghiandaia e il picchio muratore, possono sembrare del tutto identici a quelli europei, ma presentano in realtà marcate differenze; abbondano colombacci, falchi, ballerini e tortore.

## Storia

### Epoca antica
Il Rif risulta popolato sin dalla preistoria. Nell'XI secolo a.C., i fenici si stabilirono sulle coste mediterranee e atlantiche allo scopo di istituire stazioni commerciali, fondando città come Tétouan, Melilla e, nel V secolo a.C., Tangeri.
Più tardi, i cartaginesi rimpiazzarono i fenici come potenza nella regione. Quando con la terza guerra punica Roma sconfisse Cartagine, il Rif entrò a far parte della provincia romana della Mauretania. Con l'imperatore Claudio, Tangeri divenne la capitale della Mauritania Tingitana. Nel V secolo d.C., la regione fu invasa dai Vandali, che sconfissero i romani, fino al VI secolo, quando i bizantini conquistarono parte della regione: a Cartagine i berberi resistettero strenuamente alla conquista.
Nel 710, Salih I ibn Mansur fondò il Regno di Nekor nel Rif: da allora in poi, gli arabi crearono vari agglomerati urbani, non senza incontrare ancora una volta la resistenza dei berberi.

### Epoca spagnola
Il Rif è un'area sotto influenza spagnola da secoli. Nel 709 il conte Giuliano di Ceuta tradì il proprio sovrano promettendo lealtà al califfato omayyade. Le fonti arabe considerano proprio questo tradimento una delle principali cause della sconfitta del regno visigoto nel 711. Tra il 788 e il 1291, la città fu sotto il dominio di diversi taifa della penisola iberica. Nel 1249 la dinastia degli azafidi prese il potere a Ceuta. Secondo il trattato di Monteagudo de las Vicarías (siglato nel 1291 tra Castiglia e Aragona), la città entrò sotto la zona di influenza della Castiglia. Nel 1305, facendo parte del regno nasride di Granada, la città entrò nel gioco della politica mediterranea di Castiglia.
Quando avvenne la caduta di Costantinopoli nel 1453, l'evento ebbe un notevole impatto sulla società europea dell'epoca. Da quel momento si inaugurò infatti un clima di sospetto nei confronti della popolazione della penisola, di religione musulmana, percepiti come possibili alleati dell'impero ottomano. Nel XV secolo numerosi mori furono espulsi dalla Spagna e portarono nel Rif la propria cultura, in particolare la musica andalusa, e fondarono altresì la città di Chefchaouen nel 1491. La Reconquista spagnola culminò proprio nell'Africa settentrionale e, per quanto riguardava il Rif, l'evento principale riguardò la ripresa di Melilla nel 1497.

#### Partenza della popolazione musulmana dalla penisola
La minoranza moresca nella Spagna asburgica ebbe origine nel 1501, quando gli antichi mudejar, ovvero musulmani che vivevano in un territorio dominato dai cristiani, furono messi di fronte alla scelta di accettare il battesimo o doversi allontanare nei regni peninsulari. La maggioranza di loro accettò il sacramento che li rese ufficialmente cristiani e gli vedeva riservata l'etichetta di Moriscos o Nuovi Cristiani, allo scopo di distinguerli da quelli che discendevano da famiglie cristiane senza musulmani tra i loro antenati, i cosiddetti Vecchi Cristiani. Non si trattava di una semplice distinzione religiosa, ma di una suddivisione che stabiliva importanti differenze sociali e privava i Nuovi Cristiani dell'accesso a varie cariche amministrative e a diversi privilegi. La decisione di procedere nel battesimo andò presa dal cardinale Cisneros, il quale vide che Granada, dieci anni dopo la sua conquista, conservava ancora il profilo di una città musulmana. Malgrado le perplessità dell'uomo di chiesa, si trattava di una situazione naturale, considerando che le capitolazioni con cui la città fu consegnata ai re cattolici stabilivano il rispetto della religione, della lingua e dei costumi dei musulmani.

#### Ceuta
Nel clima anti-musulmano diffusosi dopo l'insediamento iberico, molti sudditi islamici residenti nei regni cristiani fuggirono dalla persecuzione religiosa e si rifugiarono a Ceuta. Secondo il trattato di Monteagudo de las Vicarías, sottoscritto nel 1291 tra Castiglia e Aragona, la città rimase nella zona di influenza della Castiglia. Nel 1305, essendo parte del Sultanato di Granada, la città entrò nel gioco della politica mediterranea della Castiglia. Nel 1415, il re Giovanni I del Portogallo, con i suoi figli Eduardo, Pedro ed Enrico il Navigatore, intraprese la prima avventura oltremare partita dal suo Paese di provenienza nella zona. Il 21 agosto di quell'anno sbarcarono sulle attuali spiagge di San Amaro, uscirono vittoriosi dalla battaglia di Ceuta ed espugnarono la città, evento che diede inizio ai piani di conquista territoriale di Enrico. Dopo la morte del re Sebastiano I nel 1578, il Regno del Portogallo, a seguito di una crisi di successione, finì incorporato dalla monarchia spagnola nel 1580.
A seguito di un'intesa stipulata con i Merinidi, questi ultimi riconoscevano Ceuta come possedimento lusitano, circostanza confermata dal trattato di Alcáçovas e da quello di Tordesillas.

### Età contemporanea

#### Regione del Rif

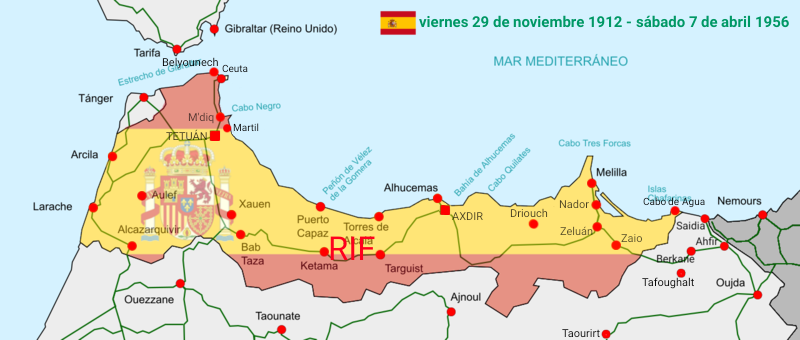
Il Rif come parte del Protettorato spagnolo del Marocco

Bandiera della Repubblica del Rif

Dal 1912 al 1956 il Rif fece parte del Marocco spagnolo. Di tale parentesi storica restano segni ad esempio in campo architettonico, se si guarda ad alcuni edifici che presentano uno stile andaluso, alla dominazione generale della lingua spagnola o alla diffusione di specialità culinarie quali la tortilla o la paella.
Tuttavia, le tribù del Rif non si sottomisero a lungo agli spagnoli: desiderosi di ottenere l'indipendenza, i berberi non videro mai di buon occhio che il loro popolo fosse assorbito dalla Spagna (Melilla e il Protettorato) e dal Marocco (il resto del Rif). Durante i secoli XIX e XX, tale desidero di autodeterminazione si rintraccia con caratteristiche ondivaghe nei seguenti conflitti:
- Guerra ispano-marocchina (1859-1860), che si concluse con il trattato di Wad-Ras dopo la battaglia di Tetuan.
- Guerra di Margallo (o prima guerra del Rif) (1893-1894).
- Guerra di Melilla (1909) (disastro del Barranco del Lobo). Fu causato da disaccordi nella Compañía Española de Minas del Rif.
- Marocco spagnolo (1913-1956): Solo nel 1912 la Francia, con l'appoggio della Germania e il ritiro degli interessi britannici e italiani, divide il Marocco con la Spagna, assegnandogli un territorio settentrionale (lo Yebala-Rif) e un territorio meridionale (Tarfaya).
- Guerra del Rif (1911-1926): l'occupazione spagnola si scontrò con la violenta opposizione delle tribù del Rif guidate da Abd el-Krim, che si concretizzò nella battaglia di Annual (1921) dove le truppe spagnole furono sconfitte. Infine, Abd al-Krim perse la guerra dopo lo sbarco di Al Hoceima (1925) con l'aiuto della Francia (truppe al comando del futuro presidente della repubblica, il generale Pétain). Questa ribellione portò a una breve indipendenza del territorio, la Repubblica del Rif (1921-1926), con primo presidente Abd al-Krim.

Di fronte alle pressioni per l'indipendenza dei territori marocchini che controllava, la Spagna firmò nell'aprile del 1956 l'indipendenza del Rif. Quest'ultima area geografica rimase però esclusa dalla vita politica del Marocco indipendente tanto che nel 1958, ebbe luogo la rivolta del Rif. Il governo di Rabat decise di ripristinare il controllo della situazione schierando l'esercito e causando circa 8.000 vittime tra i Rifiani. Il re Hasan II, durante il suo regno, fece sprofondare il Rif nella povertà e nell'ignoranza, con l'idea che questo avrebbe messo fine agli aneliti di indipendenza che un tempo provenivano dalle menti intellettuali, facendo scomparire qualsiasi studio della lingua e della cultura berbera nella zona. Un simile difficile periodo storico passò alla storia come anni di piombo. A causa della repressione, è nota l'esistenza di alcune organizzazioni politiche che chiedevano uno sviluppo della zona e la separazione del territorio dal Marocco.
Quando Hasan II morì, gli successe il figlio Muhammad VI, salito al trono il 23 luglio 1999. Da allora, la popolazione berbera sperimentò una revoca della punizione imposta dal precedente monarca. Oggi, gli studi berberi, la cultura e, soprattutto, la lingua sono studiati in vari istituti e seminari in tutto il Marocco, soprattutto nel nord. Tuttavia, questa attività culturale non si è riflettuta nell'attività politica: nel 2008, il re del Marocco dichiarò "fuorilegge" il principale partito politico berbero, il Partito Democratico Amazigh Marocchino (PDAM), generando un forte malcontento popolare.

#### Melilla
A Melilla, la situazione dei Rifiani cambiò radicalmente con gli eventi del 1986, in virtù di una rivolta popolare guidata da Omar Mohamedi Dudu che reclamò i diritti di questa popolazione ad essere riconosciuta come spagnola. Il delegato del governo spagnolo dell'epoca, Manuel Céspedes (PSOE), concesse una misura senza precedenti, concedendo alla grande maggioranza dei berberi residenti a Melilla (con la cosiddetta carta statistica) la carta d'identità nazionale, con l'opposizione, tra gli altri, di Alianza Popular e dell'Unión del Pueblo Melillense. Da allora, i Rifiani di Melilla, oggi spagnoli, rivendicano la loro condizione culturale e la loro lingua come "autoctona" e cercano di unire (finora senza successo) questi due denominatori identificativi al panorama culturale e linguistico della Spagna, o almeno, a quello di Melilla, come parte del Rif, in termini di popolazione e geograficamente parlando.

## Etimologia
Rif era una parola araba che significava «riva» o «margine».

## Demografia
C'è una differenza tra il Rif geografico e il Rif culturale, poiché le montagne a ovest di Tétouan e Chefchaouen sono popolate dagli jbala ("montanari"), popolazione di cultura araba, mentre le regioni orientali sono a maggioranza berbera rifana. Tra buona parte della popolazione del Rif sono diffusi tratti somatici quali occhi chiari e biondismo. Questa proporzione nella presenza di caratteristiche fisiognomiche nordico-europee nei suoi abitanti supera anche molte regioni europee in cui esse sono presenti, come l'Italia meridionale o la Spagna.

### Composizione etnica

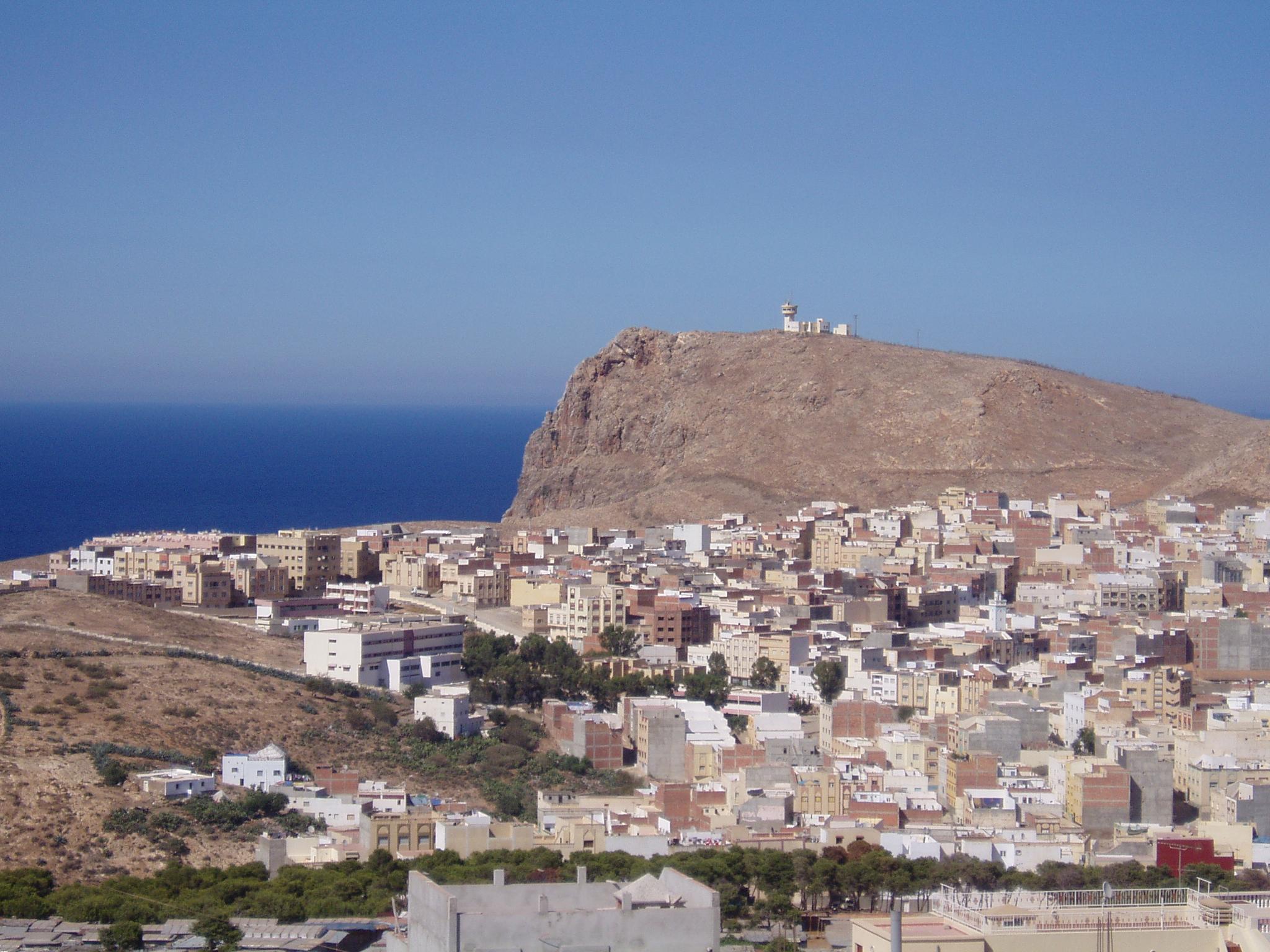
Un panorama di Al-Hoseyma

Tradizionalmente, le principali tribù del Rif sono le seguenti.
Sulla costa, da ovest verso est
- Imtiwen, tra l'Oued Ouringa e i Mestassa
- Mestassa, a ovest degli Ayt Bu Frah
- Ayt Bu Frah, a ovest degli Ayt Itteft
- Ayt Itteft, a ovest di Bades
- Ibeqquyen, tra Ajdir e Bades
- Ayt Uryaɣel vicino a Ajdir, intorno all'Oued Ghis (la tribù di Abd el-Krim)
- Temsaman, intorno alla città omonima, a ovest di Al-Hoseyma
- Ayt Sεid, a ovest dell'Oued Kert
- Iqelεayen, nella regione di Melilla, una confederazione composta da:
  - Imeεzujen
  - Ayt Cicar (in arabo Beni Chiker)
  - Ayt Sidal ( o Ayt Sidar)
  - Ayt Bu Yifrur
  - Ayt Bu Jafar
- Icebdanen (o Kebdana), sulla costa, presso il fiume Muluia vicino al confine con l'Algeria

Nell'interno
- Targuist, a sudovest degli Ayt Uryaɣel
- Ayt Ammert, a sud degli Ayt Uryaɣel
- Ayt Tuwzin, a sud di Temsaman
- Igzennayen, vicino alle sorgenti dell'Oued Bayu, ad ovest dei Metalsa
- Tafersit, a sudest di Temsaman
- Ayt Uliceg, a sudest di Temsaman
- Ibedalsen, ad est degli Ayt Bu Yahi
- Ayt Bu Yahi, sulle rive della Muluia a sud degli Oulad Stut
- Oulad Stut, tribù originariamente araba, a sud dei Kebdana
- Ayt Iznassen (Berkane)

## Economia

### Dati economici
In linea con gli sforzi internazionali, il governo marocchino sta eliminando gradualmente la coltivazione del kif. Poiché il governo non presta molta attenzione alla zona, per questo questa industria ha assunto un'importanza economica vitale. La zona rimane povera nonostante le piantagioni illegali di kif, il contrabbando con Ceuta e Melilla, la creazione di una nuova fabbrica di acciaio a Nador e lo sviluppo del turismo.

### Agricoltura

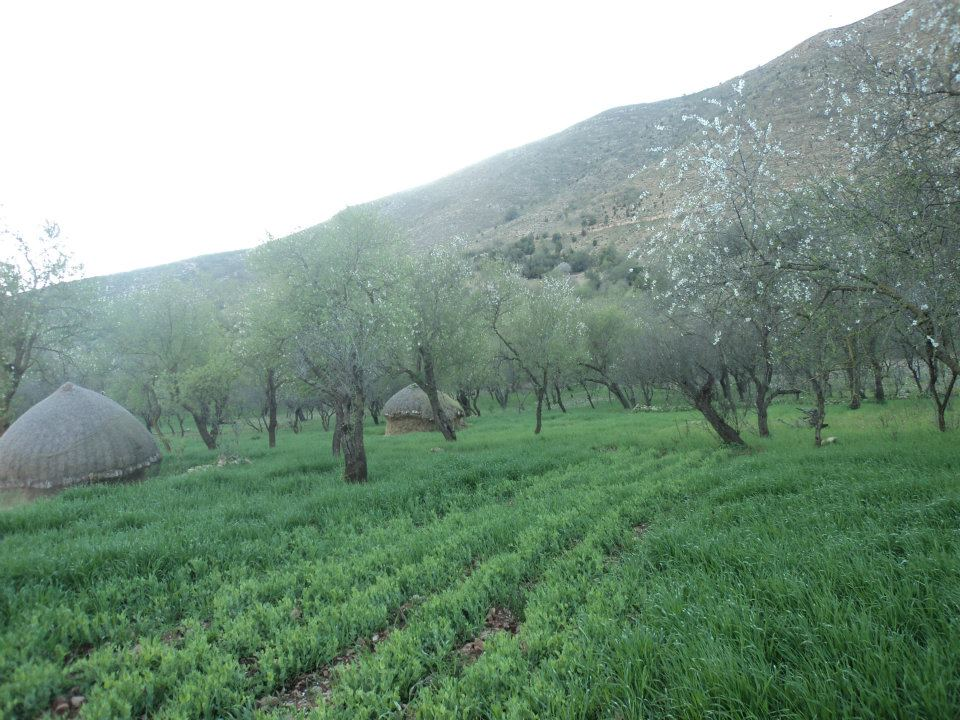
Uliveto locale

Man mano che si procede da Chefchaouen a Issaguen attraverso le accidentate alture del Rif, diventano più frequenti i boschi di cedri e di querce a causa dell'aumentare dell'umidità e delle precipitazioni associate all'altitudine, il che rende questa zona ideale per altri tipi di colture diverse da quelle delle pianure costiere.
Secondo le leggi dell'ex protettorato spagnolo, adottate dopo l'indipendenza e la marocchizzazione del Rif, la coltivazione e il consumo di canapa indiana (Cannabis indica) essiccata per le pipe tradizionali della zona è legale; quella che viene punita è la trasformazione della canapa in hashish e il traffico di droga. L'hashish o quif, come la gente del posto chiama la pianta, è illegale in Marocco; ciononostante, viene fumato tranquillamente in tutto il Paese e le piantagioni nei campi coltivati intorno a Issaguen sono chiaramente visibili dalla strada. Il Corano, che proibisce chiaramente l'alcol, non fa lo stesso con il quif. In questo modo, in assenza di un chiaro divieto, la popolazione (soprattutto quella maschile) lo fuma apertamente, affidandosi ad un'interpretazione «meno rigorosa» delle leggi del Corano.

## Suddivisione amministrativa
Il Rif comprende otto province nel nord del Marocco, cioè le otto province che erano sotto il protettorato spagnolo, tra cui:
- La provincia di Tétouan (44)
- La provincia di M'diq-Fnideq (75)
- La provincia di Fahs-Anjra (41)
- La provincia di Larache (42)
- La provincia di Chefchaouen (43)
- La provincia di Al Hoseyma (45)
- La provincia di Driouch (76)
- La provincia di Nador (50).

## Musica
La musica tradizionale del Rif è l'amazigh, varia e molto ricca.
Tra i diversi generi musicologici figurano l'ahidús del Rif, il taktouka, l'aduár e il reggada.